# Speedtwins
Speedtwins was een Arnhemse punkband uit (Nederland) die aandacht trok met een feministische SM act.

## Biografie
Speedtwins is een punkband uit de eerste generatie. De Engelse zanger Jody Daniel belandde na omzwervingen door Europa in Nederland en verdiende voordat hij in 1977 met Speedtwins begon zijn brood als folkzanger. Gitarist Leen Barbier speelde voorheen als bassist in Trademark, de band Splinterfunk en als vervanger bij Hank The Knife. Nico Groen drumde eerder in de bluesrockband Railway en samen met Barbier speelde hij in Splinterfunk. Als sessiemuzikant had hij onder meer voor Johnny Hoes gewerkt. Eind 1977 begonnen de Speedtwins met hun optredens. Al snel kregen de Speedtwins een platencontract aangeboden van Universe.
Toen de band ter ziele ging, begon Barbier de formatie Turbo.
Sinds 2016 spelen Groen en Barbier weer samen als de Speedtwin(S).

## Bandleden
- Jacki - basgitaar
- Jody Daniel - zang
- Leen Barbier - gitaar
- Nico Groen - drums
- Vera Groen - zang
- Peter Presser - gitaar
- Mike van Dalm - basgitaar
- Carlo van Rijswijk - drums
- Theo Outhuyse - drums
- Ton Rossen - basgitaar
- Frank Cambach - basgitaar, gitaar
- Erwin de Ruiter - basgitaar

## Discografie
- Footbalsong (single, 1978)
- My Generation (single, 1978)
- Blackmail (single, 1979)
- It's More Fun To Compete (LP, 1978)
- Live Concert T.b.v. De Bootvluchtelingen (LP, 1978)